# William Crowther (Informatiker)

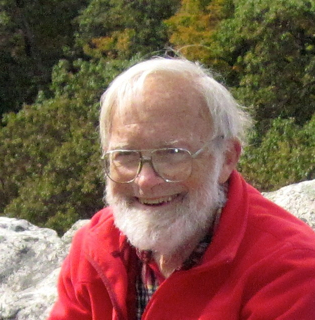
Will Crowther in den Shawangunk-Bergen, 2012

William Crowther (* 1936) ist ein US-amerikanischer Informatiker, Freizeit-Höhlenforscher und Spieleentwickler.

## Leben
Ende der 1960er war Crowther an der Entwicklung der ersten Interface Message Processors beteiligt, mit denen die erste Datenübertragung im Arpanet gelang.
Er arbeitete in den 1970er Jahren bei dem Internetpionier Bolt, Beranek and Newman (BBN).
1972 hatte er zunächst ein rudimentäres, textbasiertes Simulationsprogramm über die Begehung eines realen Tropfsteinhöhlensystems in Kentucky geschrieben, das 1975 zum ersten und das Genre benennenden Adventure-Spiel namens Adventure erweitert wurde. In den 1970ern war William Crowther außerdem an der Entwicklung des ersten Multi-User-Dungeon-Spiels beteiligt.